# Robert Kofler
Robert Kofler ist ein ehemaliger deutscher Handballspieler.

## Werdegang
Robert Kofler stammt aus der A-Jugend des Tuspo Nürnberg, wo er auch in der Bundesliga auflief. Fortan spielte Kofler für den MTSV Schwabing, mit 152 Einsätzen wurde er Rekordspieler des Vereins. 1986 gewann Kofler mit Schwabing den DHB-Pokal. Im ersten Endspiel gegen den VfL Gummersbach blieb er torlos, im zweiten erzielte er zwei Treffer. Der Linkshänder spielte später gemeinsam mit seinem zehn Jahre jüngeren Bruder Christian Kofler beim TSV Milbertshofen in der Bundesliga.
Im Dezember 1982 berief ihn Bundestrainer Simon Schobel zur Teilnahme an Länderspielen im Januar 1983 gegen die Sowjetunion erstmals in die bundesdeutsche A-Nationalmannschaft.
Später war Kofler als Handballtrainer beim TSV Gilching tätig.